# Ecuador
Republica Ecuador (în spaniolă, República del Ecuador, AFI: [re'puβlika ðel ekwa'ðoɾ]) este o țară situată în partea de nord-vest a Americii de Sud, care se învecinează cu Columbia la nord, Peru la est și sud, respectiv cu Oceanul Pacific la vest. Ecuador și Chile sunt singurele țări din America de Sud care nu au graniță cu Brazilia. Aparținând de Ecuador, la aproximativ 965 km spre vest, în Oceanul Pacific, este arhipelagul Insulelor Galápagos (cunoscut și sub numele de Archipelago de Colón).  
Numită Ecuador după denumirea ecuatorului în limba spaniolă, țara este străbătută într-adevăr de ecuatorul Pământului, având o suprafață totală de 283.560 km2, dintre care 272.045 km2 reprezintă partea continentală. Capitala țării este orașul Quito.

## Geografie
Ecuadorul se află între latitudinile 2° N și 5° S, și longitudinile 75° și 92° V. Țara are trei regiuni geografice principale, plus o regiune insulară în Oceanul Pacific:
- La Costa cuprinde terenurile joase din partea de vest a țării, inclusiv a țărmului Pacificului.
- La Sierra este centura de mare altitudine de la nord la sud, de-a lungul centrului țării, terenul său fiind dominat de lanțul muntos Anzi.
- La Amazonia, cunoscut și sub numele de El Oriente, cuprinde zonele din jungla amazoniană, reprezentând o mică parte din suprafața țării și având doar 5% din populația totală.
- La Region Insular este regiunea care cuprinde Insulele Galápagos, care se află la o distanță aproximativă de 1000 kilometri față de continent.

### Biodiversitate
Ecuadorul este una dintre cele 17 țări megadiverse din lume, conform Conservation International. În afara de parte continentală, statul administrează și Insulele Galapagos, pentru care țara este cel mai bine cunoscută.
În Ecuador viețuiesc 1.600 de specii de păsări (15% din speciile de păsări cunoscute în lume) în zona continentală, și alte 38 în Galapagos. Tot aici trăiesc 16.000 de specii de plante, 106 specii de reptile, 138 de specii de amfibieni, și 6.000 de specii de fluturi. Insulele Galapagos sunt cunoscute ca o regiune cu faună distinctă, fiind locul de naștere al teoriei evoluției darwiniste. Arhipelagul este inclus în lista patrimoniului mondial UNESCO.
În ciuda faptului că se afla pe lista UNESCO, Insulele Galapagos se degradează constant din cauza unei serii de efecte negative asupra mediului, care amenință existența acestui ecosistem exotic. În plus, exploatarea de petrol din pădurea tropicală amazoniană a dus la eliberarea a miliarde de galoane netratate, deșeuri, gaz și țiței în mediu, contaminând ecosistemele, cu efecte dăunătoare pentru sănătatea popoarelor indigene.

## Politică
Ecuadorul este condus de un președinte ales democratic, pentru un mandat de patru ani, actualul deținător al funcției fiind Guillermo Lasso, a cărui reședință se află la Palacio de Carondelet în Quito. Actuala constituție a fost redactată de către Adunarea Constituantă Ecuadoriană aleasă în 2007, și aprobată prin referendum în 2008.
Executivul include 25 de ministere, iar guvernatorii provinciilor și consiliilor sunt aleși în mod direct. Adunarea Națională din Ecuador se întâlnește pe tot parcursul anului, existând treisprezece comisii permanente, în timp ce judecătorii instanței naționale sunt numiți de către Consiliul de participare socială, pentru un termen de nouă ani.

### Orașe
- Atuntaqui
- Azogues
- Babahoyo
- Baha de Carquez
- Balzar
- Buena F
- Calceta
- Cayambe
- Chone
- Cuenca
- Daule
- El Carmen
- El Guabo
- El Triunfo
- Eloy Alfaro
- Esmeraldas
- Guaranda
- Guayaquil
- Huaquillas
- Ibarra
- Jipijapa
- La Libertad
- La Man
- La Troncal
- Latacunga
- Loja
- Macas
- Machala
- Manta
- Milagro
- Montecristi
- Naranjal
- Naranjito
- Nueva Loja
- Otavalo
- Pasaje
- Pedernales
- Pedro Carlo
- Playas
- Portoviejo
- Puerto Baquerizo Moreno
- Puerto Francisco de Orellana
- Puyo
- Quevedo
- Quito
- Riobamba
- Rosa Zrate
- Salinas
- Sangolquí
- Santa Elena
- Santo Domingo de los Colorados
- Tena
- Tulc
- Velasco Ibarra
- Ventanas
- Vinces
- Zamora

### Diviziuni administrative
| Diviziunile administrative ale Ecuadorului |                                |                         |
|                                            |                                |                         |
| Nr. crt.                                   | Provincie                      | Capitală                |
| 1                                          | Provincia Azuay                | Cuenca                  |
| 2                                          | Bolivar                        | Guaranda                |
| 3                                          | Provincia Cañar                | Azogues                 |
| 4                                          | Provincia Carchi               | Tulcán                  |
| 5                                          | Chimborazo                     | Riobamba                |
| 6                                          | Cotopaxi                       | Latacunga               |
| 7                                          | Provincia El Oro               | Machala                 |
| 8                                          | Esmeraldas                     | Ciudad Esmeraldas       |
| 9                                          | Galápagos                      | Puerto Baquerizo Moreno |
| 10                                         | Provincia Guayas               | Guayaquil               |
| 11                                         | Imbabura                       | Ibarra                  |
| 12                                         | Loja                           | Loja                    |
| 13                                         | Provincia Los Ríos             | Babahoyo                |
| 14                                         | Provincia Manabí               | Portoviejo              |
| 15                                         | Provincia Morona Santiago      | Macas                   |
| 16                                         | Napo                           | Tena                    |
| 17                                         | Orellana                       | Francisco de Orellana   |
| 18                                         | Pastaza                        | Puyo                    |
| 19                                         | Pichincha                      | Quito                   |
| 20                                         | Santa Elena                    | Santa Elena             |
| 21                                         | Santo Domingo de los Tsáchilas | Santo Domingo           |
| 22                                         | Provincia Sucumbíos            | Nueva Loja              |
| 23                                         | Tungurahua                     | Ambato                  |
| 24                                         | Provincia Zamora Chinchipe     | Zamora                  |

## Economie
Economia Ecuadorului a depins foarte mult pe exportul de resurse, cum ar fi petrolul, peștele, creveții, lemnul și aurul. În plus, agricultura produce o gamă largă de produse: banane, flori, cafea, cacao, zahăr, fructe tropicale, ulei de palmier, miez de palmier, orez, trandafiri și porumb. Fluctuațiile prețurilor de pe piața mondială pot avea un impact semnificativ pe piața internă. Industria este în mare măsură orientată spre deservirea pieței interne, cu unele exporturi către Comunitatea Andină a Națiunilor.